# Santiago Fernández
Pour les articles homonymes, voir Fernandez.

a Compétitions nationales et continentales officielles uniquement.

b Matchs officiels uniquement.
Dernière mise à jour le 18 septembre 2017.
Santiago Fernández, né le 28 novembre 1985 à Buenos Aires, est un joueur de rugby à XV international argentin évoluant au poste de demi d'ouverture ou au centre. En juin 2017, il quitte la Section Paloise et signe  dans le club argentin d'Hindú Club.

## Carrière

### En club
- Jusqu'en 2010 : Hindú Club
- 2009-2010 : Pampas XV
- 2010-2013 : Montpellier Hérault rugby
- 2013-2015 : Aviron bayonnais
- 2015-2017 : Section Paloise
- 2017- : Hindú Club

### En équipe nationale
Il a honoré sa première cape internationale en équipe d'Argentine le 15 novembre 2008 contre l'équipe d'Italie.
Lors de la Coupe du monde de rugby 2011, il est titulaire au pose de demi d'ouverture en équipe d'Argentine. Les Argentins perdront face aux All Blacks en quart de finale.

## Palmarès
- Vice-champion de France en 2011 avec le Montpellier Hérault rugby.

## Statistiques en équipe nationale
- 31 sélections en équipe d'Argentine depuis 2008.
- 1 pénalité et 2 essais (13 points).
- Sélections par année : 2 en 2008, 5 en 2009, 5 en 2010, 5 en 2011, 7 en 2012, 7 en 2013
- En coupe du monde :
  - 2011 : 4 sélections (Angleterre, Roumanie, Écosse, Géorgie)